# Лебель, Робер
Робе́р Лебе́ль (фр. Robert Lebel, 21 сентября 1905, Квебек, Квебек, Канада — 20 сентября 1999) — хоккейный функционер, президент Любительской хоккейной лиги Квебека (англ. Quebec Amateur Hockey League) (1955—1957), президент Канадской ассоциации любительского хоккея (англ. Canadian Amateur Hockey Association) (1957—1969), президент ИИХФ (1960—1963). Бизнесмен обувной фирмы.

Робер Лебель является основателем и президентом (1944—1947) Interprovincial Senior League. В 1964 году стал пожизненным почётным членом Любительской хоккейной лиги Квебека и Канадской ассоциации любительского хоккея.
Президентом ИИХФ Боб Лебель стал в 1960 году, пробыв на этом посту до 1963 года. Он стремился к упрочению хоккейных связей между Северной Америкой и Европой, при нём начались ежегодные турне советских хоккеистов по Канаде.
В 1970 году Робер Лебель был избран в Зал хоккейной славы в Торонто (Канада).
Также Робер Лебель был мэром Шамбли (Квебек, Канада).